# Ain't We Funkin' Now
Ain't We Funkin' Now è un singolo dei Brothers Johnson, pubblicato nel 1978.

## Descrizione
Tratto dal long play Blam!, si caratterizza da tonalità groove, con accenni alla musica R&B. 
Da notare l'uso prolungato e marcato dello slapping, tecnica tipica di Louis Johnson, co-autore anche del testo. 
Per il mercato americano uscì una versione promo, con una durata maggiore.
Il singolo è stato campionato da Harry Styles per realizzare la base della canzone Daydreaming, tratta dall'album Harry's House.
Ha raggiunto la 45ª posizione nella classifica Hot R&B/Hip-Hop Songs.